# Homegrown - Alive in Lugano
Homegrown - Alive in Lugano è il quarto album live dei Gotthard pubblicato il 30 settembre 2011 insieme ad un DVD per l'etichetta discografica Musikvertrieb in Svizzera e per Nuclear Blast nel resto del mondo.
Nel CD vi è la registrazione di gran parte del concerto tenuto dalla band il 17 luglio 2010 in Piazza Riforma a Lugano durante gli Swiss Harley Days 2010 che viene definito dagli stessi membri del gruppo come uno dei loro migliori concerti di sempre.
Nel DVD vi è invece contenuto una parte di un concerto sempre registrato live a Lugano il 31 dicembre 1999 e anche una lunga intervista ai membri rimanenti del gruppo a un anno dalla scomparsa del frontman, Steve Lee.
Questo live, come la raccolta precedente Heaven - Best of Ballads 2, è dedicato allo sfortunato cantante.

## Tracce

### CD
1. Intro - 1:04
2. Unspoken Words - 4:29
3. Gone Too Far - 3:58
4. Top of the World - 5:26
5. Need to Believe - 5:00
6. Hush - 6:10 (Joe South cover)
7. Unconditional Faith - 5:22
8. Acoustic Medley 2010 (Angel + One Life One Soul) - 6:42
9. Shangri-la - 3:52
10. I Don't Mind - 5:34
11. Heaven - 5:18
12. The Oscar Goes to You - 4:27
13. Lift U Up - 4:32
14. Leo vs Steve - 4:32
15. Sister Moon - 4:24
16. Anytime Anywhere - 5:30
17. The Train - 3:48 (brano inedito)

### DVD (The Millennium Concert 1999)
1. Let It Rain - 4:55
2. Acoustic Medley 1999 - 6:24
3. One Life One Soul - 3:53
4. Hey Jimi - 4:19
5. Interviste ai restanti 4 membri ad un 1 anno dalla morte del cantante - 25:23

## Formazione
- Steve Lee - voce
- Leo Leoni - chitarra
- Freddy Scherer - chitarra
- Marc Lynn - basso
- Hena Habegger - batteria

### Altri
Alive in Lugano 2010
- Nicolò Fragile - tastiere
- The Pipes and Drums of Lucerne Caledonians (traccia 7)

The Millennium Concert 1999
- Mandy Meyer - chitarra
- Paolo Bolio - tastiere